# 哈拉赫宫

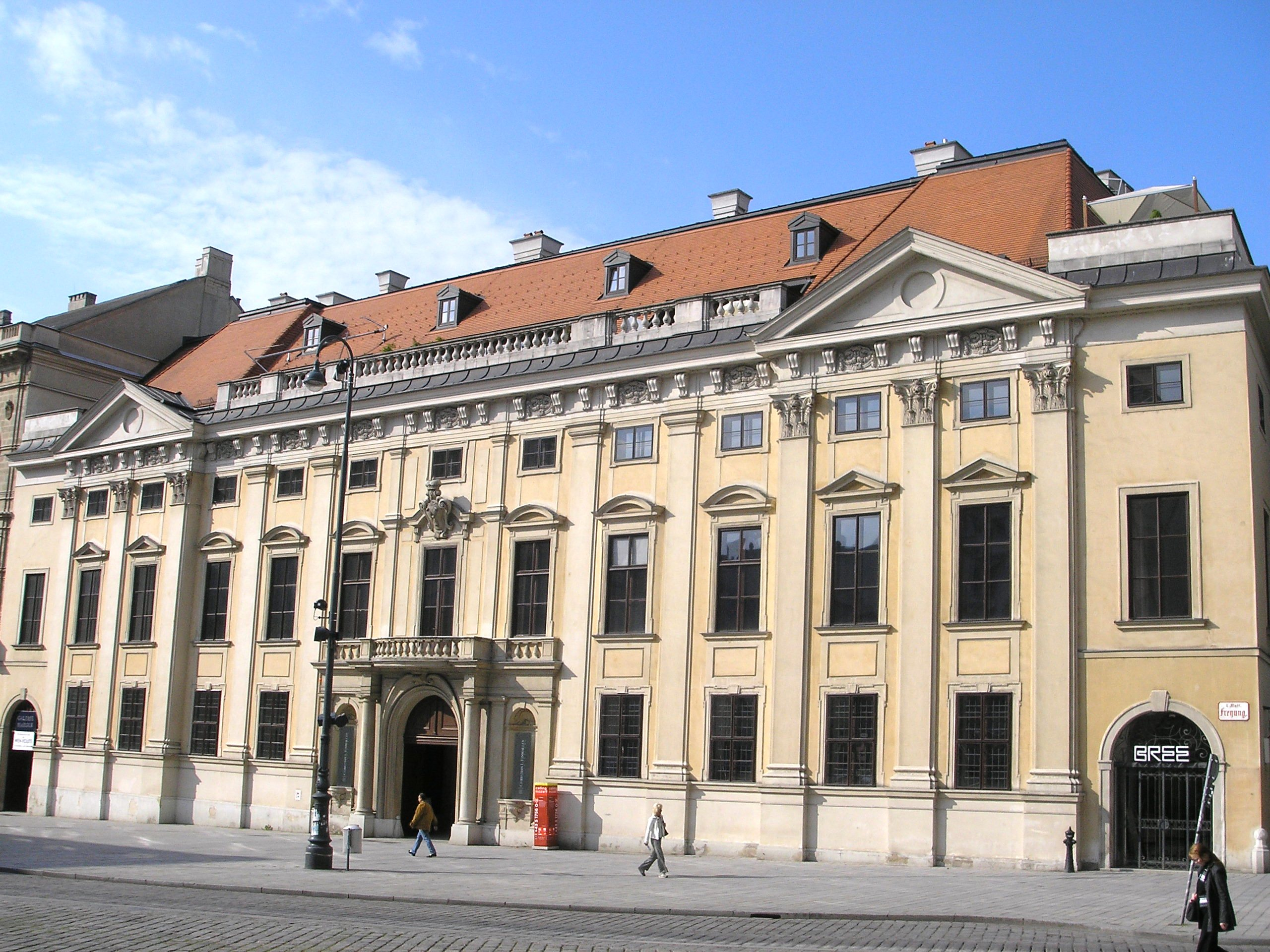
哈拉赫宫

哈拉赫宫（Palais Harrach）是奥地利维也纳的一座历史建筑，巴洛克风格。它曾经属于哈拉赫家族。

## 历史
从1600至1658年，这是Freyung家族的产业。在17世纪，费迪南德·博纳文图拉·冯·哈拉赫伯爵购买了这座破败的建筑，在1696年至1698年重建了一座新的宫殿，由多梅尼科·马蒂内利设计。从1870年到1970年，收藏阿洛伊斯·托马斯·莱蒙德·哈拉赫伯爵的图片集。哈拉赫宫于1975年出售给维也纳市。1990年代后期重新装修后，辟为写字楼和商铺。
48°12′41″N 16°21′52″E / 48.21139°N 16.36444°E